# Genucii
Légende :
♦Patricien, ♦Plébéien, ♦Consulaire, ♦Sénatorial, ♦Équestre
Gens et Liste des gentes romaines
Les Genucii sont les membres d'une gens romaine comportant peut-être une branche patricienne et plusieurs branches plébéiennes. Ils occupent des magistratures tout au long de la République.

## Cognomina
Les Genucii ont pour cognomina principaux Augurinus (peut-être la branche patricienne), Aventinensis et Clepsina.

## Membres

### Sous la République

#### Genuciipatriciens
Cette branche comporte des éléments plébéiens, mais Titus Genucius Augurinus fait partie du premier collège de décemvirs à pouvoir consulaire qui ne sont que des patriciens selon Denys d'Halicarnasse. Toutefois, ce principe n'est pas toujours appliqué par Tite-Live et les Fastes capitolins. Il paraît en fait peu probable que le premier collège n'ait été constitué que de patriciens, certains nomina des membres, comme Genucius ou Minucius selon les sources, sont plébéiens. En ce qui concerne Cnaeus Genucius Augurinus, dernier représentant des Augurini, il paraît certain qu'il soit plébéien.
- Lucius Genucius, (v. -545 - ?);
  - Lucius Genucius, (v. -520 - ?);
    - Titus Genucius Augurinus, (v. -490 - ap. -445), consul puis décemvir en 451 av. J.-C.
    - Marcus Genucius Augurinus, (v. -485 - ap. -445), consul en 445 av. J.-C.

#### Genuciiplébeiens
- (Genucius), (v. -540 - ?);
  - ? Titus Genucius, (v. -510 - ap. -476), tribun de la plèbe en 476 av. J.-C.
  - ? Cnaeus Genucius, (v. -505 - -473), tribun de la plèbe en 473 av. J.-C. Il meurt la même année dans des conditions suspectes entrainant de graves troubles durant lesquels se fait remarquer Volero Publilius, auteur de la Lex Publilia Voleronis.
    - ? (Genucius), (v. 485 - ?);
      - Cnaeus Genucius, (v. -460 - ?);
        - Marcus Genucius, (v. -435 - ?);
          - Lucius Genucius Aventinensis, (v. -405 - -362), consul en 365 et 362 av. J.-C.
            - ? Lucius Genucius, (v. -375 - ap. -342), tribun de la plèbe en 342 av. J.-C.
              - Lucius Genucius Aventinensis, (v. -345 - ap. -303), consul en 303 av. J.-C.;
                - Caius Genucius Clepsina, (v. -315 - ap. -270), consul en 276 et 270 av. J.-C.
                - Lucius Genucius Clepsina, (v. -310 - ap. -271), consul en 271 av. J.-C.

              - ? Caius Genucius Augurinus, (v. -335 - ap. -300), augure en 300 av. J.-C.

    - ? Marcus Genucius, (v. -480 - ?);
      - Marcus Genucius, (v. -460 - ?);
        - Marcus Genucius, (v. -435 - ?);
          - Cnaeus Genucius Aventinensis, (v. -405 - ap. -363), consul en 363 av. J.-C.

        - Cnaeus Genucius Augurinus, (v. -435 - ap. -396), tribun consulaire en 399 et 396 av. J.-C.

### Sous le Principat
- Lucius Genucius Priscus, (v. 50 - ap. 98/9), praefectus castrorum en Égypte.
- Publius Genucius Felix, affranchie d'un Publius, inhumé à Rome[b 1].